# Greenville (Illinois)
Greenville je grad u američkoj saveznoj državi Ilinois. Prema popisu stanovništva iz 2010. u njemu je živjelo 7.000 stanovnika.